# Атриско, Мельчор де Солис
Мельчор де Солис-и-Ханте (исп. Melchor de Solís y Gante; 14 января 1695, Севилья — 10 октября 1744, Веллетри), 3-й герцог Атриско — испанский военный деятель.

## Биография
Сын Альфонсо де Солиса-и-Ганте, 2-го герцога Монтельяно и гранда Испании, и Луизы де Ханте-и-Сармьенто.
Командовал Королевской бригадой карабинеров, созданной в 1730 году на базе элитных рот всех линейных кавалерийских полков. Первую кампанию это подразделение проделало в Италии в ходе войны за Польское наследство. Бригада Солиса отличилась в битве при Монтесанто, где разгромила имперскую конницу.
16 апреля 1743 генерал-лейтенант Солис, находившийся в Италии, был избран рыцарем ордена Золотого руна.
После побед армий Бурбонов при Кони и Мадонне дель Ольмо часть испанской армии находилась в Неаполе, ожидая прибытия войск короля Карла III. Два месяца спустя, в октябре 1744, испано-неаполитанские войска, в состав которых входил Мельчор де Солис, были застигнуты врасплох австрийцами под командованием фельдмаршала Лобковица, атаковавшими их у ворот Веллетри. Несмотря на неожиданность, испано-неаполитанцам удалось избежать поражения и не допустить австрийского вторжения в Неаполитанское королевство. Солис отличился своим мужеством при штурме города, но в результате полученных ранений скончался 10 октября.
Награжден орденом Святого Януария (1739), был дворянином Палаты короля, а также командором Месороса и Мирабеля в ордене Калатравы.
Жена (5.12.1735): Бернарда Доминга Сармьенто-и-Гусман (1694—1752), герцогиня Атриско, гранд Испании, 4-я маркиза де Вальядарес, придворная дама королевы Марии Барбары, дочь Хосе Сармьенто де Вальядареса, 1-го герцога де Атриско, и Марией Андреа де Гусман